# Abdastarto
Abdastarto (‘Abd-‘Ashtart) fue un rey de Tiro, hijo de  Baal-Eser I, y nieto de Hiram I. La única información disponible sobre él procede de la cita del autor helenístico Menandro de Éfeso, en el Contra Apión i.18 de Flavio Josefo:

A la muerte de Hiram, Beleazarus, su hijo, tomó el reino; vivió cuarenta y tres años, y reinó siete años: después de él le sucedió su hijo, Abdastartus; vivió veintinueve años, y reinó nueve años. Entonces, cuatro hijos de su nodriza conspiraron contra él y le mataron
Flavio Josefo Contra Apión.

La datación de Hiram y la de los reyes siguientes, está basada en los estudios de J. Liver, J. M. Peñuela, F. M. Cross,, y William H. Barnes, todos los cuales construyen el sincronismo entre Baal-Eser II y Salmanasar III en 841 a. C.